# San Antonio de Itatí
San Antonio de Itatí is een plaats in het Argentijnse bestuurlijke gebied Berón de Astrada in de provincie Corrientes. Tussen 1910 en 2013 heette de gemeente Berón de Astrada. De plaats telt 2.294 inwoners.